# みれん酒
「みれん酒」（みれんざけ）は、1999年4月21日に発売された石原詢子の13枚目のシングル。

## 概要
失恋を明るい曲調で歌った楽曲。マイナー調の演歌で知られていた石原にとって大幅なイメージチェンジであり、冒険のような作品であった。
発売から7か月で20万枚を出荷し、最終的なセールスは40万枚となった。2024年現在、自身最大のヒット曲である。
発売前のインタビューにて、本曲に出会ったとき「人生が変わるような予感がした」と石原は述べている。
カラオケで歌う際のコツは、サビの「駄目になるとは 知らないで みんなあげたわ あなたには」の部分で、文節の頭文字であるだ・な・し・み・あ・あにアクセントをつけること。
本曲のロングセールスで翌年の『第51回NHK紅白歌合戦』に初出場を果たした。

## 収録曲
| #  | タイトル                             | 作詞         | 作曲     | 編曲     | 時間 |
| -- | ------------------------------------ | ------------ | -------- | -------- | ---- |
| 1. | 「みれん酒」                         | 里村龍一     | 水森英夫 | 石倉重信 | 4:13 |
| 2. | 「えにしの糸」                       | たきのえいじ | 四方章人 | 丸山雅仁 | 4:26 |
| 3. | 「みれん酒」(オリジナル・カラオケ)   |              |          |          | 4:13 |
| 4. | 「えにしの糸」(オリジナル・カラオケ) |              |          |          | 4:26 |

## 主な収録作品

### アルバム
- 石原詢子 スーパー・コレクション（1999年6月19日／SRCL-4559）
- 石原詢子 最新ヒット全曲集（1999年11月3日／SRCL-4677）
- デビュー20周年記念スーパーシングルコレクション 源風（2007年10月24日／SRCL-6655〜56）
- 石原詢子 カラオケ付きベスト（2013年2月6日／MHCL-2223）
- 【デビュー25周年スペシャル・ベスト】石原詢子 全曲集2014（2013年11月6日／MHCL-2360〜61）
- 石原詢子 時代のうた（2014年11月10日／DYCL-3067〜71）
- 石原詢子 大全集〜シングルベスト〜（2015年6月24日／MHCL-2532〜33）
- ベストヒット全曲集（2023年11月8日／MHCL-3055）
- ザ・ベスト（2024年11月6日／MHCL-3113）

### ビデオ
- デビュー15周年記念 石原詢子リサイタル"花咲きそめし・祭りうた"ライブ（2004年2月18日／SRBL-1216）
- 石原詢子 ビデオ全曲集2009（2008年9月24日／SRBL-1370〜71）
- デビュー20周年記念 石原詢子リサイタル〜今・感謝を込めて〜（2009年3月11日／SRBL-1320）
- 石原詢子 ビデオヒットコレクション（2016年1月6日／MHBL-288）
- 30周年記念リサイタル〜遥かな歌の道〜（2019年1月16日／MHBL-336）

## カバー
- 水森かおり（2000年、アルバム『水森かおりベスト16 〜君影草〜竜飛岬』収録）
- 羽山みずき（2024年、アルバム『みずきの愛唱歌〜山形生まれの癒しのコブシ〜』収録）